# Эврё
Эврё (фр. Évreux, лат. Ebroicum, Mediolanum Eburovicum) — исторический город в Нормандии, административный центр департамента Эр и округа Эврё. Расположен в 96 км к западу от Парижа, в долине реки Итон (фр.). В центре города находится железнодорожная станция Эврё-Норманди линии Мант-ла-Жоли―Шербур.
Население (2018) — 46 707 человек.

## История
В галло-римскую эпоху на месте Эврё было цветущее поселение под названием Mediolanum Aulercorum. C IV века здесь находится кафедра епископа. Первым епископом города был святой Таурин. Герцог Ричард I передал Эврё незаконнорожденному сыну, от которого происходит династия графов д’Эврё, пресёкшаяся в 1118 г. Затем до 1200 г. графством Эврё владел баронский дом Монфоров. Также из Эврё происходит семейство Деверё, оставившее след в истории Англии.
В 1194 году король Филипп II Август доверил охрану города английскому принцу Иоанну Безземельному, но тот, желая получить прощение своего брата Ричарда Львиное Сердце, предал французского короля, уничтожив триста французских рыцарей и захватив Эврё для Англии. В отместку за это Филипп Август сжег город.
Сильно пострадав в ходе феодальных войн, Эврё отошёл к французской короне. В XIV в. им владела младшая ветвь Капетингов, из которой вышло несколько наваррских королей, в том числе Карл Злой. В 1651 г. Людовик XIV передал Эврё семейству Латур д’Овернь в обмен на княжество Седанское.
В 1940 г. город подвергся немецким бомбардировкам и пылал почти неделю; четыре года спустя союзники сравняли с землёй вокзал и близлежащие районы.

## Достопримечательности
Несмотря на бурную историю, в Эврё сохранилось немало памятников старины. Первое место среди них занимает огромный собор, один из самых вместительных во Франции. Он строился с XI по XVII вв. и потому сочетает в себе элементы множества архитектурных направлений — романского стиля, готики и ренессанса. Славятся высоким качеством витражи собора. С юга к храму примыкает клуатр, галереи которого ведут в позднеготический дворец епископа. В нескольких километрах от города — «старый Эврё» с руинами позднеантичного святилища Gisacum.
Другие достопримечательности:
- 44-метровая башня с часами, один из символов города
- Музей Эврё, расположенный в бывшей резиденции епископа Эврё. Коллекция живописи, скульптуры, археологии, большая коллекция старинных карманных часов
- Церковь святого Таурина X—XV веков, сочетание романского стиля и готики
- Здание театра в итальянском стиле начала XX века
- Шато Транжи — замок XVIII века
- Здание мэрии с фонтаном

## Экономика
Структура занятости населения:
- сельское хозяйство — 0,1 %
- промышленность — 11,1 %
- строительство — 3,9 %
- торговля, транспорт и сфера услуг — 37,1 %
- государственные и муниципальные службы — 47,8 %

Уровень безработицы (2017) — 21,1 % (Франция в целом — 13,4 %, департамент Эр — 13,4 %). 

Среднегодовой доход на 1 человека, евро (2018) — 17 630 (Франция в целом — 21 730, департамент Эр — 21 700).

## Демография
Динамика численности населения, чел.

## Администрация
Пост мэра Эврё с 2014 года занимает член партии Республиканцы Ги Лефран (Guy Lefrand). На муниципальных выборах 2020 года возглавляемый им правый список победил в 1-м туре, получив 50,97 % голосов.
| Период | Период | Фамилия          | Партия                                  | Примечания                                                                                            |
| ------ | ------ | ---------------- | --------------------------------------- | --- |
| 1971   | 1977   | Огюстен Аземья   | Социалистическая партия                 | член Генерального совета департамента, депутат Национального собрания Франции                         |
| 1977   | 2001   | Роллан Плезанс   | Коммунистическая партия                 | член Генерального совета департамента, депутат Национального собрания Франции                         |
| 2001   | 2007   | Жан-Луи Дебре    | Союз за народное движение               | член Генерального совета департамента, депутат Национального собрания Франции, министр внутренних дел |
| 2007   | 2008   | Жан-Пьер Николя  | Союз за народное движение               | член Регионального совета Верхней Нормандии, депутат Национального собрания Франции                   |
| 2008   | 2014   | Мишель Шампредон | Радикальная левая партия                | вице-президент Генерального совета департамента                                                       |
| 2014   |        | Ги Лефран        | Союз за народное движение Республиканцы | вице-президент Регионального совета Нормандии, депутат Национального собрания Франции                 |

## Галерея

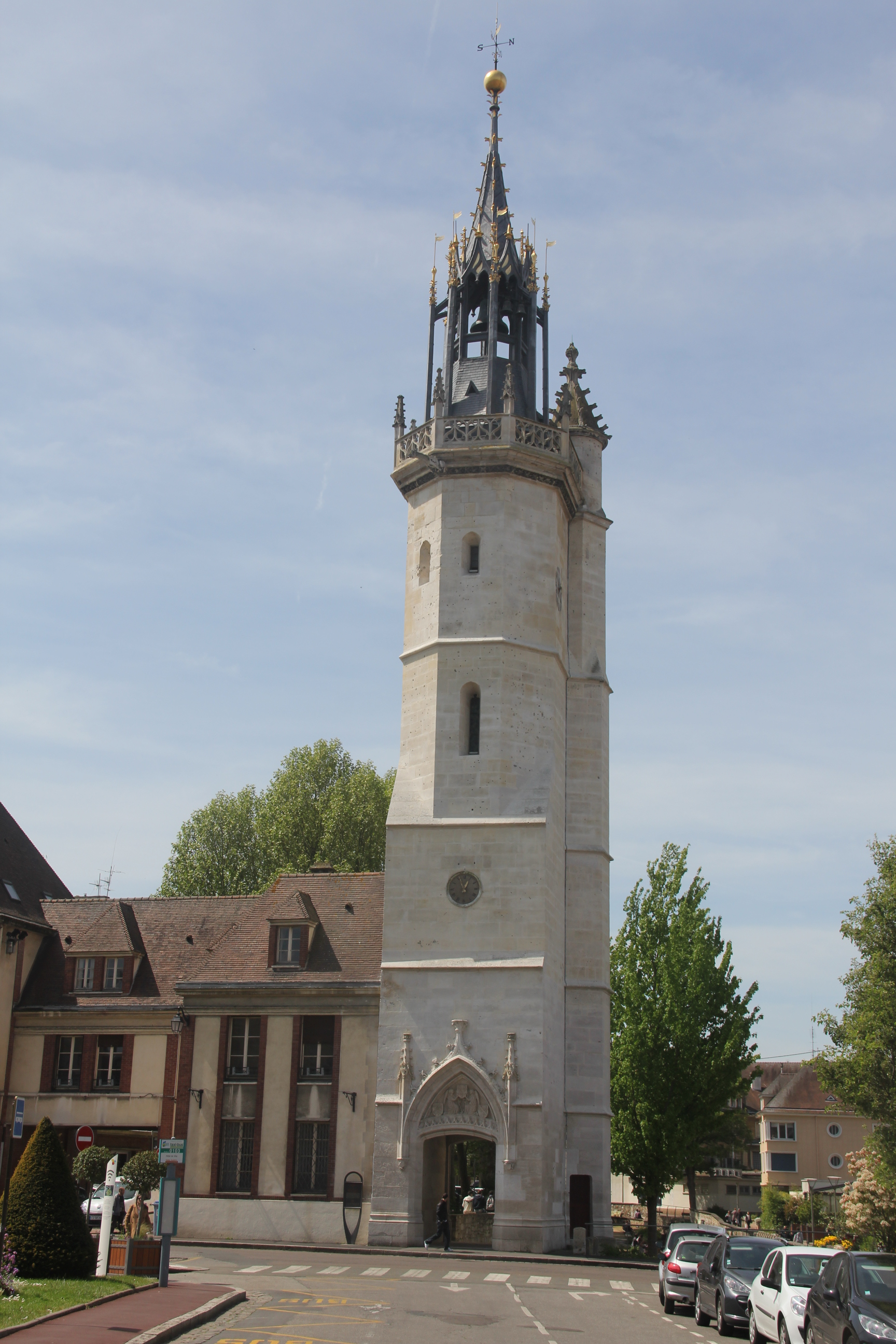
Башня с часами
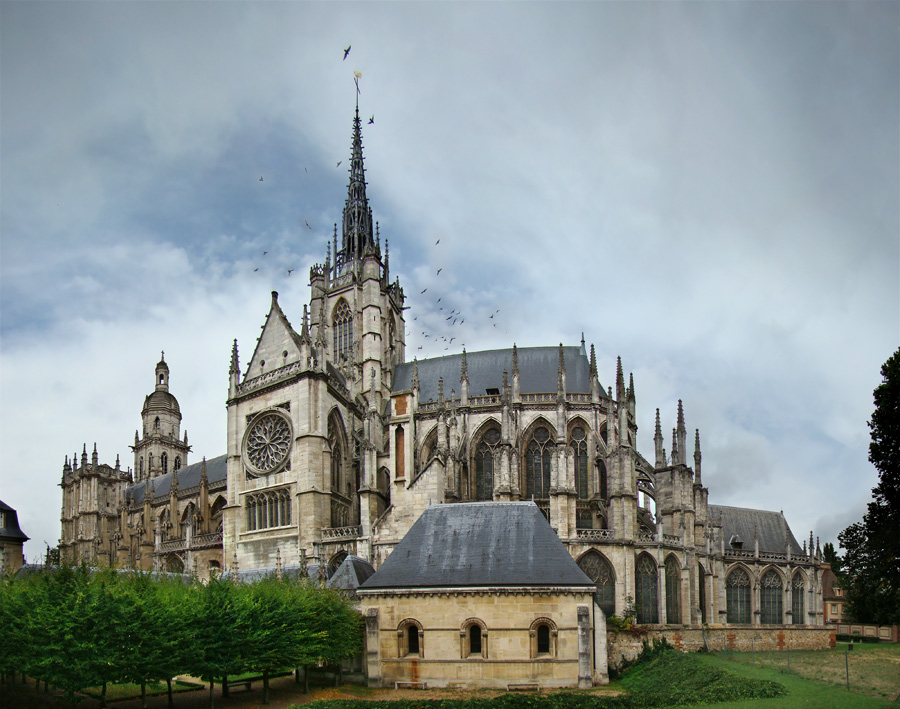
Кафедральный собор Эврё
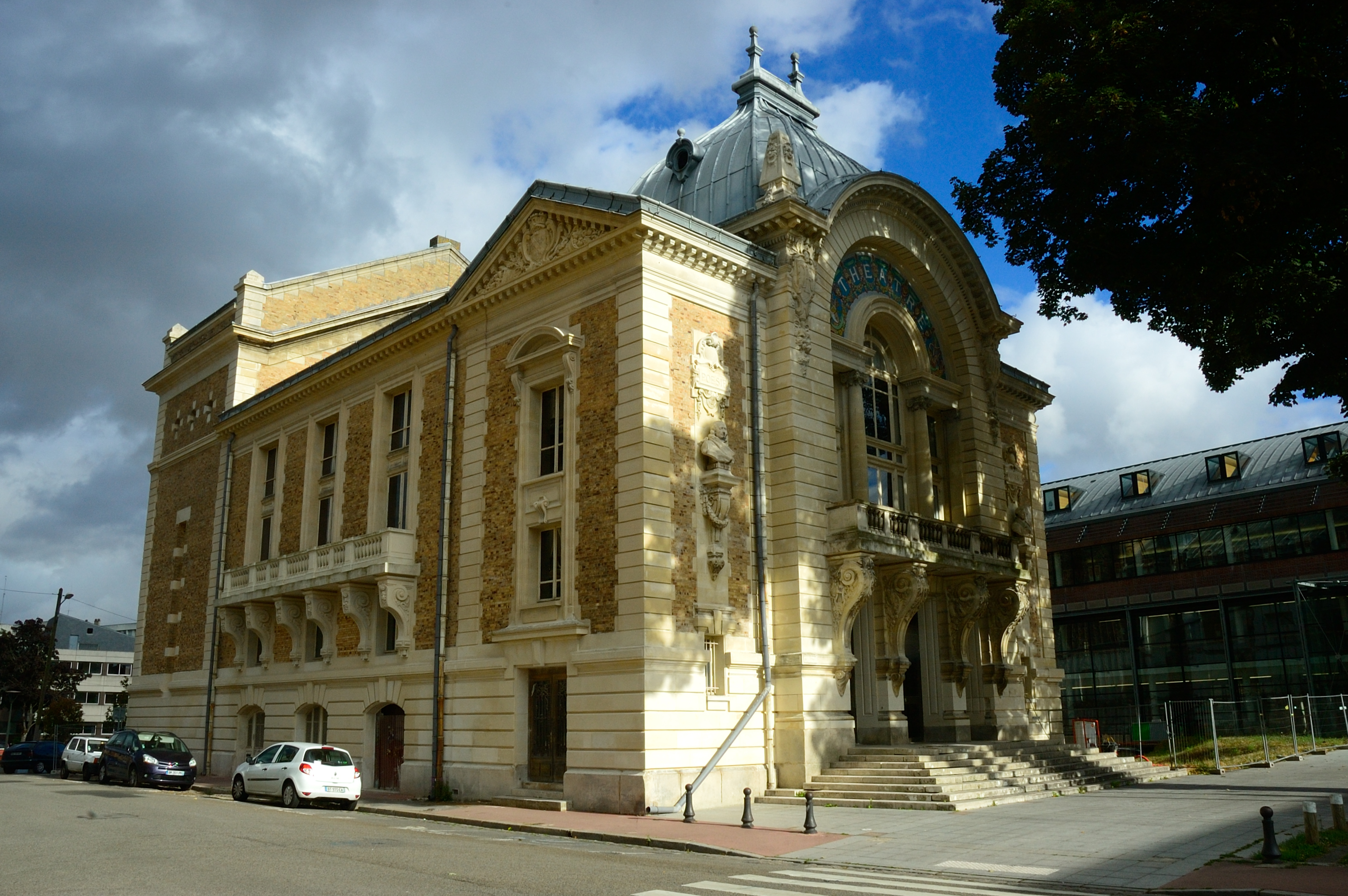
Театр
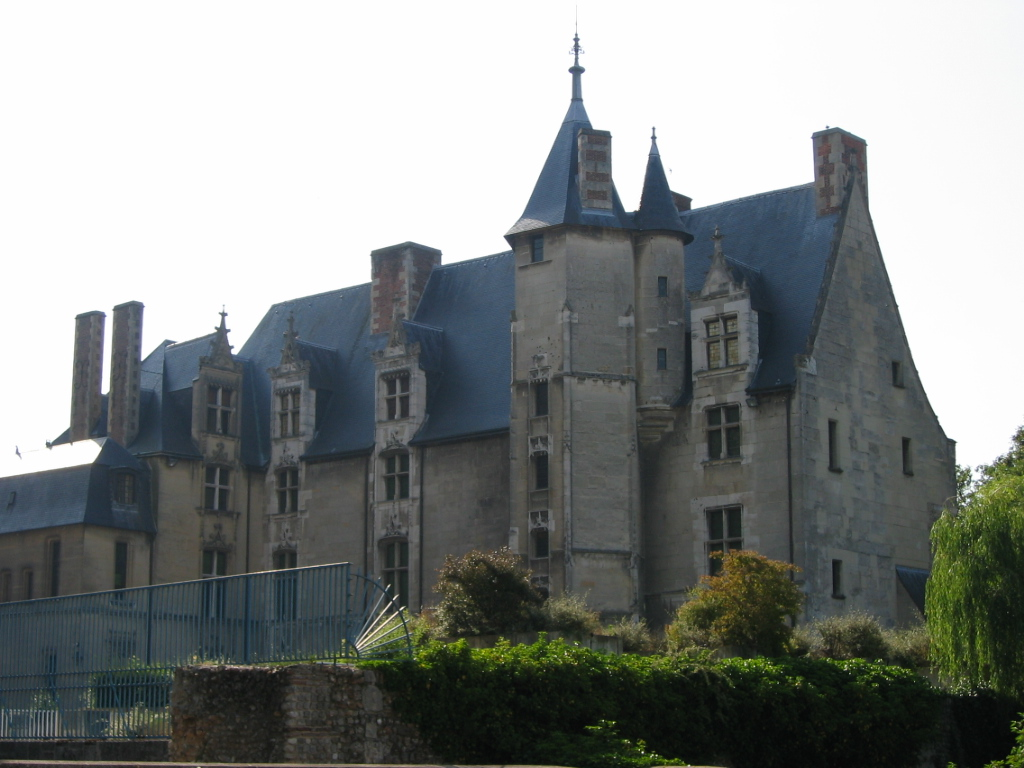
Музей Эврё
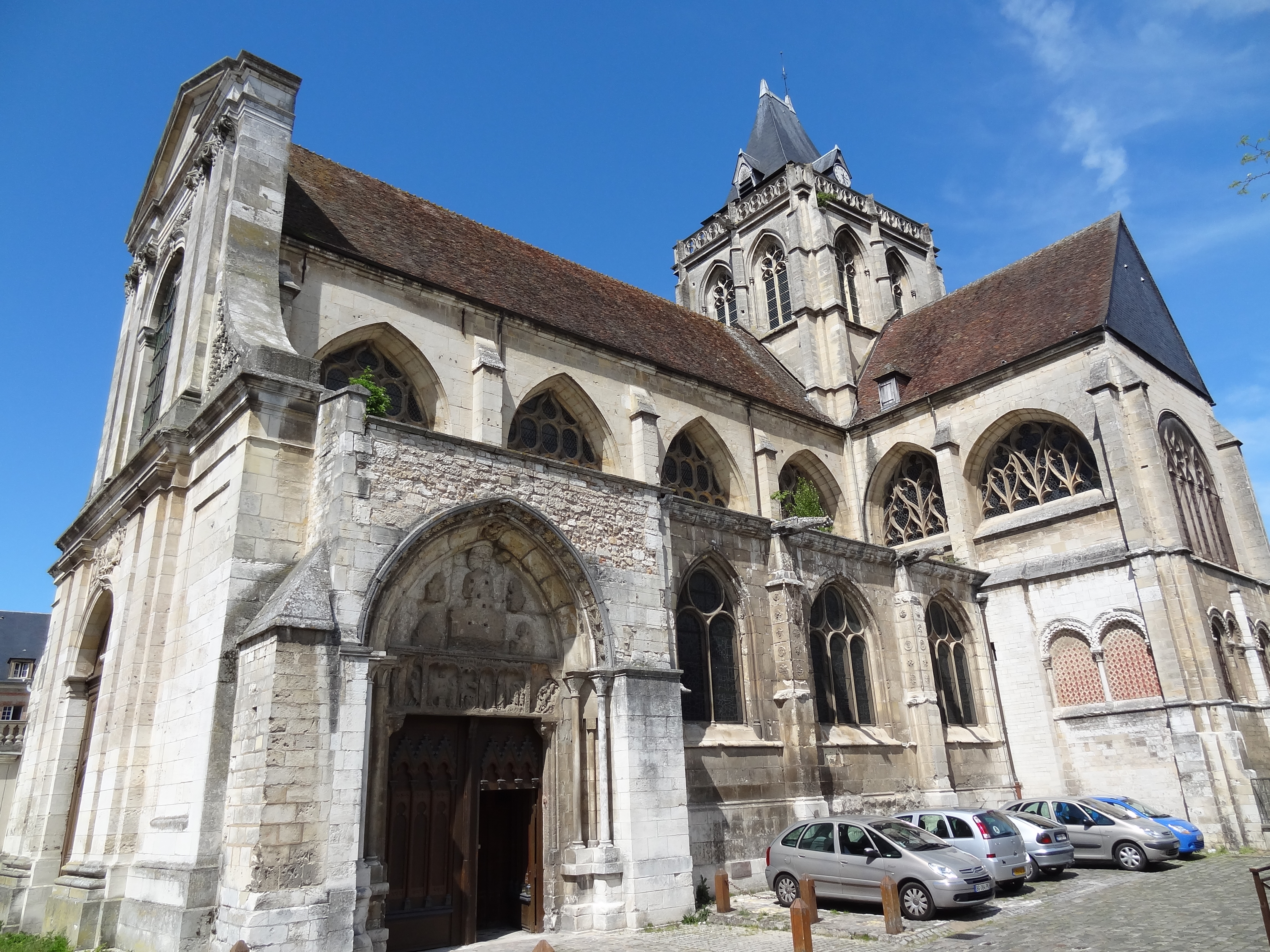
Церковь святого Таурина

## Города-побратимы
- Рагби, Англия
- Джугу, Бенин
- Рюссельсхайм, Германия
- Суэка, Испания
- Кашира, Россия